# Fixat!
Fixat! är ett svenskt instruktions-TV-program för barn och ungdomar som visades på Sveriges Television mellan 2002 och 2004. I programmet visade "Snickar-Pär" tillsammans med barn hur man tillverkar olika prylar, såsom pennställ, medaljskåp och chokladgodis.
Det finns två böcker baserade på serien, Fixat!, Handbok i att bygga, pyssla, och fixa som kom ut 2003 och Fixat! Från lussebak till julgransplundring, som är julpysselbok. Ett PC-spel gavs av Levande Böcker 2003.

## Karaktärer
- Snickar-Pär: Pär
- Reporter: Marlon Györi
- Kaninhopp: Nikita Ekman